# MS-DOS命令列表
以下是微软的DOS操作系统（MS-DOS）的DOS命令列表。其它DOS的命令和用法可能类似。
後期版本的 DOS 可以通过help命令来得到命令與參數列表，通过help <命令>或者<命令> /?来获得命令的详细信息。

## 內部命令

### DIR
命令类型：内部命令
命令功能：显示某个磁盘指定目录下的全部或部分文件目录和子目录，显示信息包括文件名、扩展名、文件长度、文件创建日期和时间。同时给出所显示文件的总数和所剩余的磁盘空间。
命令格式：DIR filespec[/P] [/W] [/S]
命令使用说明：
1. 开关符
  1. [/P]表示分屏显示。当文件较多，每显示完一整屏后屏幕暂停，并提示“请按任意键继续”，用户按键后显示下一屏，重复该过程直至显示完毕。
  2. [/W]表示以简洁形式（紧缩格式）显示文件清单，目录中只显示文件名和扩展名。
  3. [/S]对于给定的文件标志符，显示其在指定目录及指定目录所有下级子目录中的相应位置清单。
2. 文件标志符filespec中的文件名和扩展名可以使用通配符？和*
3. 当文件名是*.*时，可以省略不写。例如：*.ext,filename.*可简写为filename.。
4. 该命令可以将显示结果送向打印机。

#### DIR命令的各种形式
- DIR *.*<Enter>显示当前盘当前目录的全部目录清单
- DIR A:\<Enter> 显示A盘根目录的目录清单
- DIR \<Enter> 显示当前盘根目录的清单
- DIR ..<Enter> 显示当前盘当前目录的上级目录的目录清单
- DIR *.EXE<Enter> 显示当前盘当前目录下扩展名为.EXE的全部文件清单
- DIR B:SUB/S<Enter> 显示B盘当前目录下子目录SUB下的目录清单，及SUB下所有子目录（包括各级下级子目录）下的目录清单
- DIR .EXE/p<Enter> 以分屏方式显示当前盘当前目录下扩展名为.EXE的全部文件清单
- DIR *.*>PRN<Enter> 显示当前盘当前目录的全部目录清单同时打印

### copy
複製或合并文件
语法：COPY [/D][/V][/N][/Y|/-Y][/Z][/A|/B]
命令形式：COPY source [/A|/B][+source [/A|/B]+ ... [destination [/A|/B]] 　
方括号括起来的是可选部分，不是必须部分。
比如：copy c:\source.exe c:\destination.exe //就是把source.exe 复制到destination.exe,不论destination.exe存在与否，扩展名可以使其它
/D 允许解密要创建的目标文件

/V 验证新文件写入是否正确

/N 复制带有非8dot3名称的文件

/Y |/-Y 使用确认是否要覆盖现有目标文件的提示

/Z可重新启动模式复制已联网的文件

[/A|/B]表示ASCII文本文件和二进位文件
要附加文件，用通配符或 file1+file2+file3 格式。
source 指定要复制的文件;destination 为新文件指定目录和/或文件名。

### ren 或 rename
重命名文件或者一个子目录
语法

RENAME [drive:][path]filename1 filename2

例如：rename d:\soft\setup.exe setup123.exe

REN [drive:][path]filename1 filename2

### cd 或 chdir
显示或者更改当前路径
语法

CHDIR [/D] [drive:][path]

CHDIR [..]

CD [/D] [drive:][path]

CD [..]

### md 或 mkdir
新建一个目录
语法

MKDIR [drive:]path

MD [drive:]path

### rd 或 rmdir
删除一个空目录
语法

RMDIR [/S] [/Q] [drive:]path

RD [/S] [/Q] [drive:]path

在使用过程中要记住的是，这个命令若未加[/S]的參數時，只能够删除空子目录。

參數說明：

[/S]：除目錄樹，即刪除目錄及目錄下的所有子目錄和文件

[/Q]：在進行刪除時，取消系統詢問刪除與否的確認訊息。

### del 或 erase
删除一个或者多个文件
语法

ERASE [/P] [/F] [/S] [/Q] [/A[[:]attributes]] names

DEL [/P] [/F] [/S] [/Q] [/A[[:]attributes]] names
參數說明：
- /F 強制刪除唯讀文件。
- /S 從所有子目錄刪除指定文件。
- /Q 安靜模式。刪除時，不要求確認。
- /A 根據屬性選擇要刪除的文件。

範例：
- del /f /s /q /a c:\*.bak
- 就是刪除所有在 c 槽的 *.bak 檔

假如是一個目錄的話就
- del /q c:\folder\*.bak

### type
显示文件内容
语法

type <檔案名>

### set
显示、设置、删除环境变量。如时间，提示符等。

从Windows 2000起，通过添加/P参数，set命令可以用来接收命令行的输入。

例如：

Set /P Choice = Type your text.

echo You typed: "%choice%"

### path
设置可执行文件的搜索路径
在硬碟中建立樹狀目录结构，虽然方便了文件的分门别类整理，但是却带来了另一方面的问题：如何共同各目录中的文件？每当执行外部命令或批次檔时，首先要找到该檔案的目录，指出相应的路径，总是感到操作繁琐，于是DOS提供了PATH命令，以解决文件的共用问题。
1. 功能：设置可执行文件的搜索路径，只对.COM、.EXE及.BAT文件有效。
2. 类型：内部命令。
3. 格式 PATH[;][盘符1][路径1][;][盘符2][路径2][;...]
4. 使用说明

1. PATH命令可用来设置可执行文件（仅包括：.COM、.EXE及.BAT文件）的搜索路径。当您執行一个可执行文件时，DOS会先在当前目录中搜索该文件，若找到则运行之；若找不到该文件，则根据PATH命令所设置的路径，顺序逐条地到各目录中搜索该文件；
2. PATH命令中的路径，若有两条以上，各路径之间以一个分号“；”隔开；
3. PATH命令有三种使用方法：

1. PATH 盘符：路径1；盘符：路径2;...（设定可执行文件的搜索路径）
2. PATH ；（取消所有路径）
3. PATH（显示目前所设的路径）

### help
显示当前版本DOS的帮助信息
语法

HELP [command]

### ver
显示当前DOS版本信息。

### cls
清除文字

## 外部命令

### tree
显示目录的树状结构。
TREE 命令自 DOS 2.0 系統開始支援子目錄以後提供，用以讓用戶得知磁碟或硬碟目錄的樹狀結構。

### more
分屏显示文件，文件内容可通过命令行参数指定，若未指定则使用 stdin（管道）。例：
more a.txt
dir | more

### move
移动文件，或重命名一个文件或子目录。

### attrib
修改文件的 S/H/R/A 等属性。
无法更改 NTFS 的 ACL。

### deltree
删除目录树。

### xcopy
复制文件或子目录。XCOPY意指extended copy。
XCOPY 指令由 DOS 3.2 開始提供，用以提供一個更快捷及穩定的檔案抄寫模式。傳統 DOS 的內部指令在抄寫檔案時，會利用標準 DOS 呼叫把檔案逐一由源路徑複制往目的路徑；但 XCOPY 會先把要抄的內容抄往記憶作暫存，待記憶填滿了，再寫往目的路徑。由於磁碟動作減少了，所以抄寫動作得以大幅提高。
如果全路径名的长度超过254个字符，则Xcopy报"insufficient memory"错误。如果move大文件但未使用"/j"选项（Windows Server 2008R2开始使用），可能会耗尽所有可用内存。对于未使用FILE_SHARE_READ选项被其它进程打开的文件，Xcopy不能打开这个文件；Windows Volume Shadow Copy服务可用于此种情形，但Xcopy没有用它。所以Xcopy不能用于备份live操作系统的文件。
虽然Windows 10中还有Xcopy，但它已经过时，应该使用更强有力的Robocopy。

### format
格式化软盘或硬盘分区（高级格式化）。

### diskcopy
复制整张软盘。

### diskcomp
比较整张软盘。

### undelete
恢复删除的文件（如果可能的话）。

### unformat
恢复格式化的磁盘（如果可能的话）。

### fdisk
硬盘分区。
有些时候需要重置 MBR 的信息（例如卸载掉 Linux 的启动菜单等），这时候可以使用这个命令：
fdisk /mbr